# Arbeitsgemeinschaft Computer-Anwendungen und Quantitative Methoden in der Archäologie
Die AG CAA – Computer-Anwendungen und Quantitative Methoden in der Archäologie e.V. ist eine interdisziplinäre Arbeitsgemeinschaft von Archäologen, Mathematikern, Informatikern und Statistikern, die jährlich eine Tagung ausrichtet, „workshops“ veranstaltet und Tagungsberichte herausgibt. Die CAA wird von drei Sprechern geleitet, die alle zwei Jahre gewählt werden.

## Zielsetzung
Die CAA fördert die archäologische Forschung mit Hilfe von Computeranwendungen und quantitativen Methoden. Sie bietet nicht nur eine Plattform zum Erfahrungsaustausch zwischen Archäologen, die statistisch-quantitative bzw. allgemein computergestützte Auswertungsmethoden anwenden, sondern pflegt auch den Kontakt zu Mathematikern, Statistikern und Informatikern, die sich für archäologische Fragestellungen interessieren. Dadurch wird Archäologen die Möglichkeit gegeben, Methoden aus Mathematik, Statistik und Informatik kennenzulernen, in Zusammenarbeit mit Fachleuten anzuwenden und weiterzuentwickeln.

## Geschichte
Die Gründung der AG erfolgte 1981 unter dem Namen „Arbeitsgemeinschaft Quantitative Methoden in der Archäologie“, die seitdem jährlich zusammen mit den Altertumsverbänden tagte, später im jährlichen Wechsel auch zusammen mit der Gesellschaft für Klassifikation (GfKl). 2005 wurde die Namensänderung zur aktuellen Benennung beschlossen, seitdem ist die AG CAA zugleich die deutschsprachige Sektion der internationalen CAA (Computer Applications and Quantitative Methods in Archaeology), die 1973 in der Universitätsstadt Birmingham gegründet wurde. Neben Vortragssektionen wurden bei den Tagungen auch in unregelmäßigen Abständen Schulungen zu diversen Computeranwendungen angeboten. Seit 2010 führt die AG jährlich Tagungen an wechselnden Orten durch, um insbesondere Studierenden aller archäologischer Fachrichtungen ein Diskussionsforum zu bieten. Tagungszeitraum ist entweder Ende Januar oder Anfang Februar. Die Veranstaltung im Jahr 2019 in Wilhelmshaven fand außertourlich Ende September statt.
| Jahr | Ort                 | Lokaler Veranstalter                                                                                                   |
| ---- | ------------------- | --- |
| 2010 | Bonn                | Rheinisches Landesmuseum Bonn                                                                                          |
| 2011 | Mainz               | i3mainz an der Hochschule Mainz                                                                                        |
| 2012 | Bamberg             | Institut für Archäologie, Denkmalkunde und Kunstgeschichte an der Otto-Friedrich-Universität Bamberg                   |
| 2013 | Berlin              | Exzellenzcluster TOPOI im Standort Dahlem, Freie Universität Berlin                                                    |
| 2014 | Tübingen            | eScience-Center der Eberhard Karls Universität Tübingen                                                                |
| 2015 | Dresden             | Landesamt für Archäologie Sachsen                                                                                      |
| 2016 | Hamburg             | Campus an der Elbe, HafenCity Universität Hamburg                                                                      |
| 2017 | Heidelberg          | Interdisziplinäres Zentrum für wissenschaftliches Rechnen im Mathematikon an der Ruprecht-Karls-Universität Heidelberg |
| 2018 | Entfallen           | aufgrund der internationalen CAA im eScience-Center der Universität Tübingen und der CAA-NL/FL in Bochum               |
| 2019 | Wilhelmshaven       | Niedersächsisches Institut für historische Küstenforschung im Rahmen des 150. Jahrestag der Stadt                      |
| 2020 | Entfallen           | aufgrund der COVID-19-Pandemie                                                                                         |
| 2021 | Virtuell            | als Serie von Webcasts                                                                                                 |
| 2022 | Köln                | Joint Chapter Meeting mit CAA-NL/FL ausgerichtet von Universität zu Köln mit Unterstützung der Fritz Thyssen Stiftung  |
| 2023 | Würzburg            | Institut für Altertumswissenschaften an der Universität Würzburg                                                       |
| 2024 | Münster (Westfalen) | Historisches Seminar, Abteilung für Ur- und Frühgeschichtliche Archäologie an der Universität Münster                  |

## Organisation als Verein
Am 5. Oktober 2010 wurde die AG CAA in einen Verein mit eigener Satzung überführt. Die Gründung des gemeinnützigen, eingetragenen Vereins (e.V.) wurde im Rahmen einer Mitgliederversammlung am 5. Februar 2011 in Mainz durchgeführt. Der Vorstand besteht aus zwei Vorsitzenden und einem Kassenwart.
| Jahr | 1. Vorsitzender     | 2. Vorsitzender     | Kassenwart      |
| ---- | ------------------- | ------------------- | --------------- |
| 2011 | Axel Posluschny     | Tim Kerig           | Irmela Herzog   |
| 2013 | Karsten Lambers     | Matthias Lang       | Irmela Herzog   |
| 2017 | Stephanie Metz      | Kai-Christian Bruhn | Lutz Schubert   |
| 2019 | Kai-Christian Bruhn | Jürgen Landauer     | Lutz Schubert   |
| 2022 | Lutz Schubert       | Jürgen Landauer     | Agnes Schneider |

Seit Februar 2016 verfügt die AG über einen Beirat mit sieben Mitgliedern, der im Jahr 2019 erweitert wurde, um den Vorstand bei seinen Arbeiten zu unterstützen und beraten.
| Name                | Ort (bei Eintritt) | Aufnahme | Austritt |
| ------------------- | ------------------ | -------- | -------- |
| Marco Block-Berlitz | Dresden            | 2016     | 2023     |
| Benjamin Glissmann  | Tübingen           | 2019     | 2023     |
| Jürgen Landauer     | Stuttgart          | 2019     | 2019     |
| Hubert Mara         | Heidelberg         | 2016     |          |
| Moritz Mennenga     | Wilhelmshaven      | 2016     |          |
| Georg Roth          | Berlin             | 2019     |          |
| Sophie C. Schmidt   | Bonn               | 2019     |          |
| Dirk Seidensticker  | Köln               | 2016     | 2023     |
| Florian Thiery      | Mainz              | 2016     |          |
| Martina Trognitz    | Wien               | 2016     |          |
| Armin Volkmann      | Heidelberg         | 2016     | 2023     |
| Nadine Alpino       | Kiel               | 2023     |          |
| Sebastian Hageneuer | Köln               | 2023     |          |